# Mühlenfriedhof

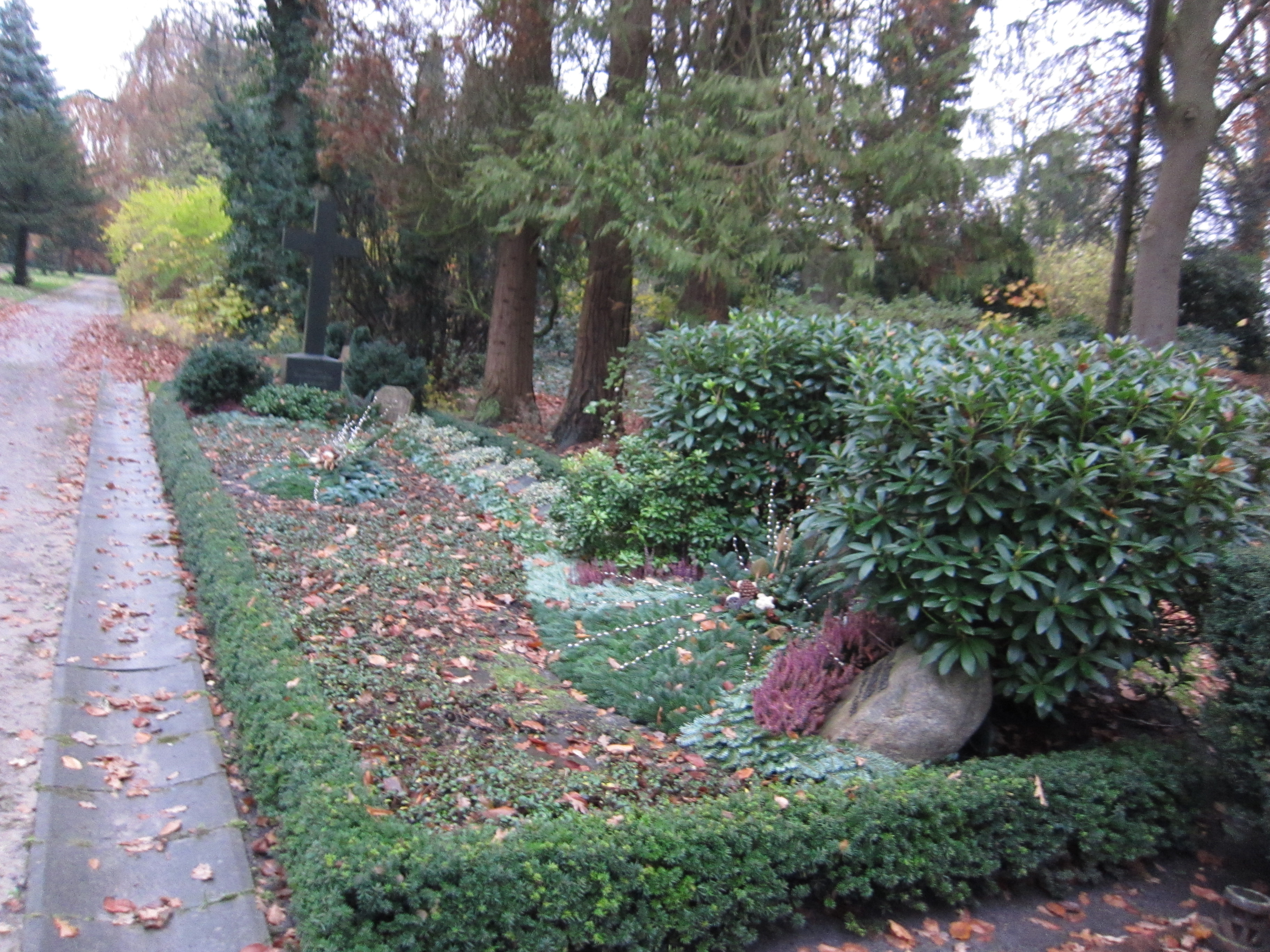
Familiengrab auf dem Mühlenfriedhof

Der 1872 eingeweihte Mühlenfriedhof (dänisch Møllekirkegård) im Flensburger Stadtteil Westliche Höhe ist ein rund 11 Hektar großer Begräbnisplatz mit 4000 Grabstellen.

## Lage
Der Friedhof befindet sich auf dem 59 m hohen Mühlenberg unweit des später errichteten Alten Wasserturms von 1902. Das heute zwischen 10,5 und 11 Hektar große Areal grenzt im Nordwesten an die Westerallee (Vestre Allé) und die Nerongsallee (Nerongs Allé), im Nordosten und Osten an die Friedhofstraße (Kirkegårdsvej), im Südwesten an die Marienallee (Marieallé) und im Südosten an die Mühlenstraße (Møllegade). Der Haupteingang befindet sich bei der Kapelle am oberen Ende der Mathildenstraße (Mathildegade). Zwei Nebeneingänge befinden sich an der Marienallee, einer davon gegenüber der Handelslehranstalt, ein Eingang liegt an der Mühlenstraße im Osten und ein weiterer im Norden an der Nerongsallee/Ecke Friedhofstraße.

## Etymologie
Die Lage des Friedhofs an der um 1780 erstmals erwähnten Mühlenstraße erinnert an zwei Mühlen, die bis Ende des 19. und Anfang des 20. Jahrhunderts an der Wrangelstraße/Ecke Stuhrsallee standen: die Frommsche Mühle (bis 1897) und die Simonsche Mühle (bis 1902).

## Geschichte
Weil der damals sogenannte Neue Friedhof (heute Alter Friedhof) an der Stuhrsallee nicht mehr ausreichend Platz bot, begab sich die Stadt Flensburg 1869 auf die Suche nach einem neuen Begräbnisplatz für die im Zuge der Gründerzeit anwachsenden Bevölkerung. Der Entschluss fiel, weil bereits Zufahrtswege vorhanden waren, auf ein fünf Hektar großes Areal auf den beiden Lücken 170 und 171 am Marienfeldweg vor den Toren Flensburgs. Gärtnermeister Peters errichtete eine im Gartenhistorismus gehaltene Anlage, die Elemente des Barocks, der Renaissance und Englischer Landschaftsgärten aufnahm. Nach Fertigstellung der Anlage weihte Propst Peters am 15. November 1872 den neuen Kirchhof feierlich ein und knapp zwei Monate später wurde am 10. Januar 1873 als Erster der im Alter von 38 Jahren verstorbene Familienvater Höker Nicolai Brogmus beerdigt. Zwanzig Jahre später (1892–1894) wurde der Friedhof neugegliedert und Richtung Westen erweitert.
Der Zuwachs der Bevölkerung von 25.000 Einwohnern im Jahr 1873 auf 63.000 Einwohner im Jahr 1911 erforderte die Ausweitung der Kapazitäten, denen der Mühlenfriedhofs nicht mehr genügte, weshalb sich die Stadt Flensburg 1908 entschied, einen neuen Friedhof am Friedenshügel weiter im Westen der Stadt anzulegen. 1911 wurde der Friedhof Friedenshügel eröffnet.
Die im Jahr 2010 angelegten Ginkgo-Gärten im Zentrum der Anlage, eine neue Form der Baumbestattung, sind Teil eines modernen Grabstättenkonzeptes, wodurch nach Ansicht des Flensburger Tageblattes der Mühlenfriedhof eine Vorreiterrolle unter Schleswig-Holsteins Friedhöfen einnimmt.

## Kapelle
Die sich als zu klein erweisende Friedhofskapelle, zu Beginn im neugotischen Stil errichtet, wurde 1902 von 45 auf 75 m² erweitert. Zusätzliche Verzierungen aus dieser Zeit wie Türme und Erker verschwanden nach einer Modernisierung im Jahr 1963, bei der die Kapelle abermals erweitert wurde, so dass das Gebäude heute für bis zu 145 Trauergäste eingerichtet ist.

## Denkmäler

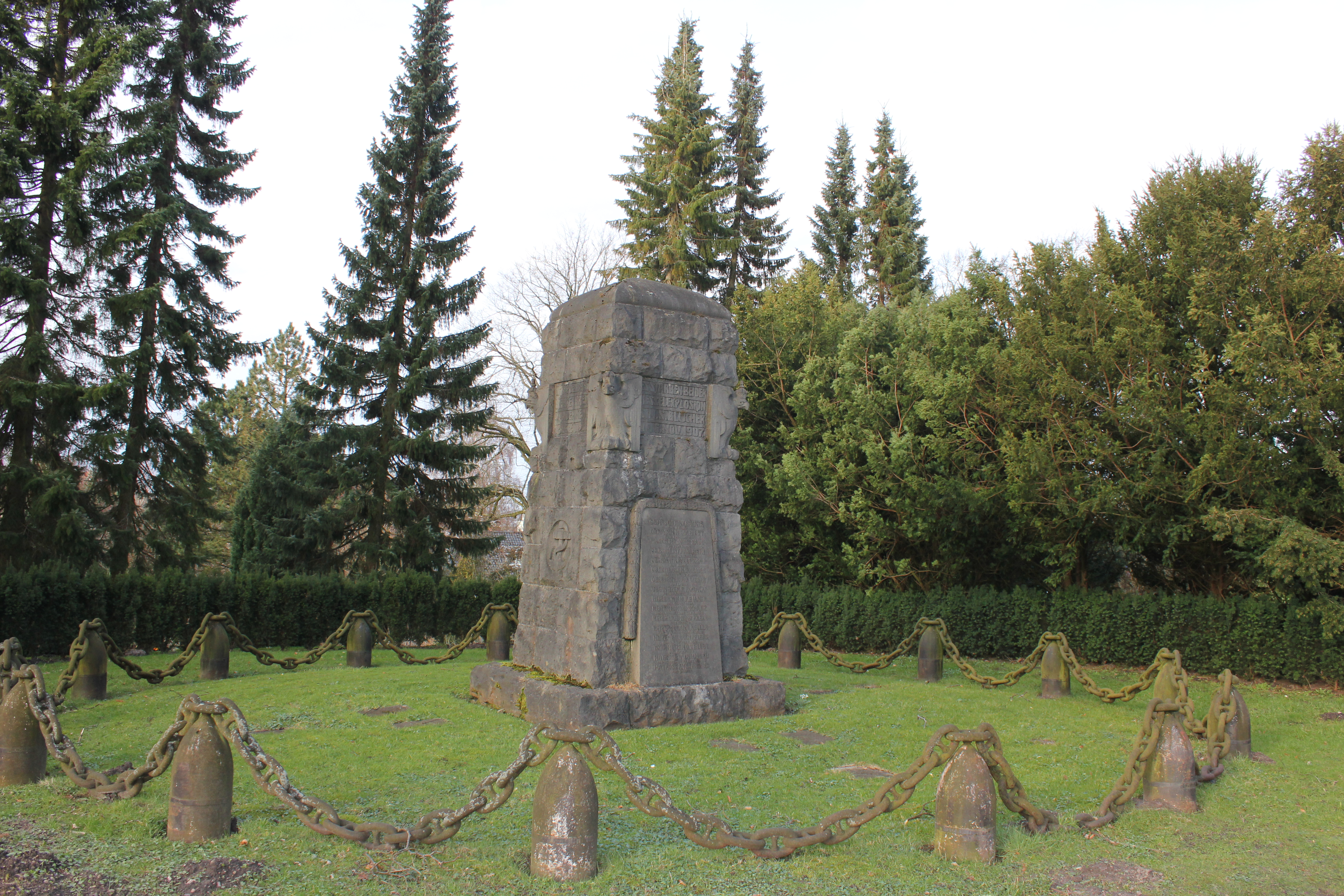
Blücher-Denkmal

Auf dem Friedhof stehen zudem auch verschiedene Denkmäler, beispielsweise das Blücher-Denkmal, das an die Kesselexplosion auf der Blücher im November 1907 in Mürwik erinnert, bei der 16 Menschen starben. In Mürwik selbst erinnern der Straßenname Blücherstraße, die Alte Blücherbrücke und die Neue Blücherbrücke an das Unglück.

## Gräber bekannter Persönlichkeiten
- Gustav Johannsen (1840–1901), Lehrer, Verleger, Politiker
- Heinrich Sauermann (1842–1904), Museumsdirektor
- Carl Emeis (1831–1911), deutscher Provinzialforstdirektor, Pionier der Bodenmelioration und Gründer des Heidekulturvereins für Schleswig-Holstein
- Fritz Graef (1860–1936), Gymnasiallehrer und Stadtarchivar
- Friedrich Andersen (1860–1940), Theologe
- Hermann Bendix Todsen (1864–1946), Oberbürgermeister
- Ernst Sauermann (1880–1956), Museumsdirektor
- Gerhard Küntscher (1900–1972), Chirurg
- Fritz Wempner (1910–1994), Schauspieler und Bühnenautor
- Willy Bartelsen (1929–2001), Kriminalbeamter und Schauspieler
- Hans-Friedrich Schütt (1926–2014), Stadtarchivar
- Renate Delfs (1925–2018), Schauspielerin und Schriftstellerin

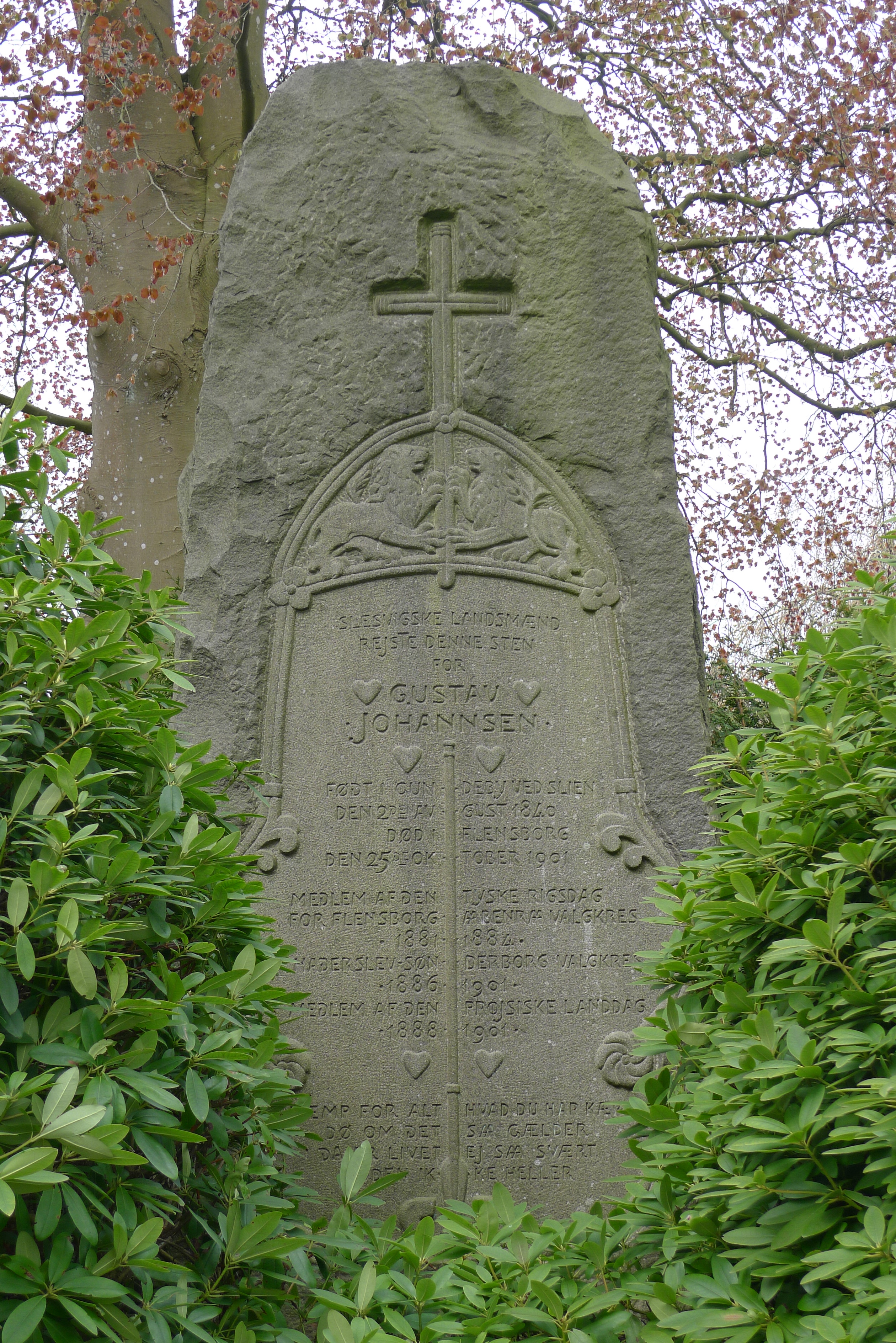
Gustav Johansen
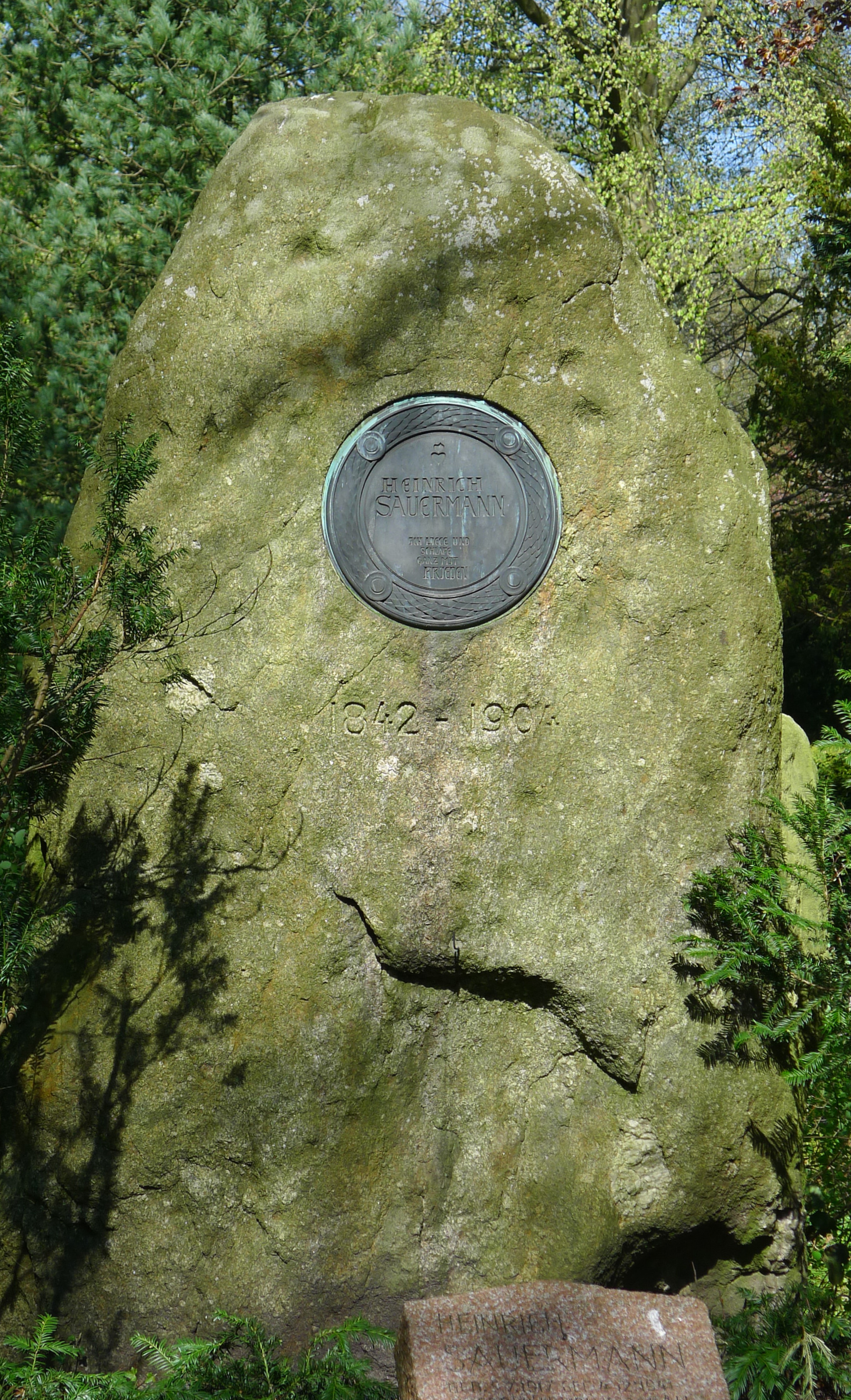
Heinrich Sauermann
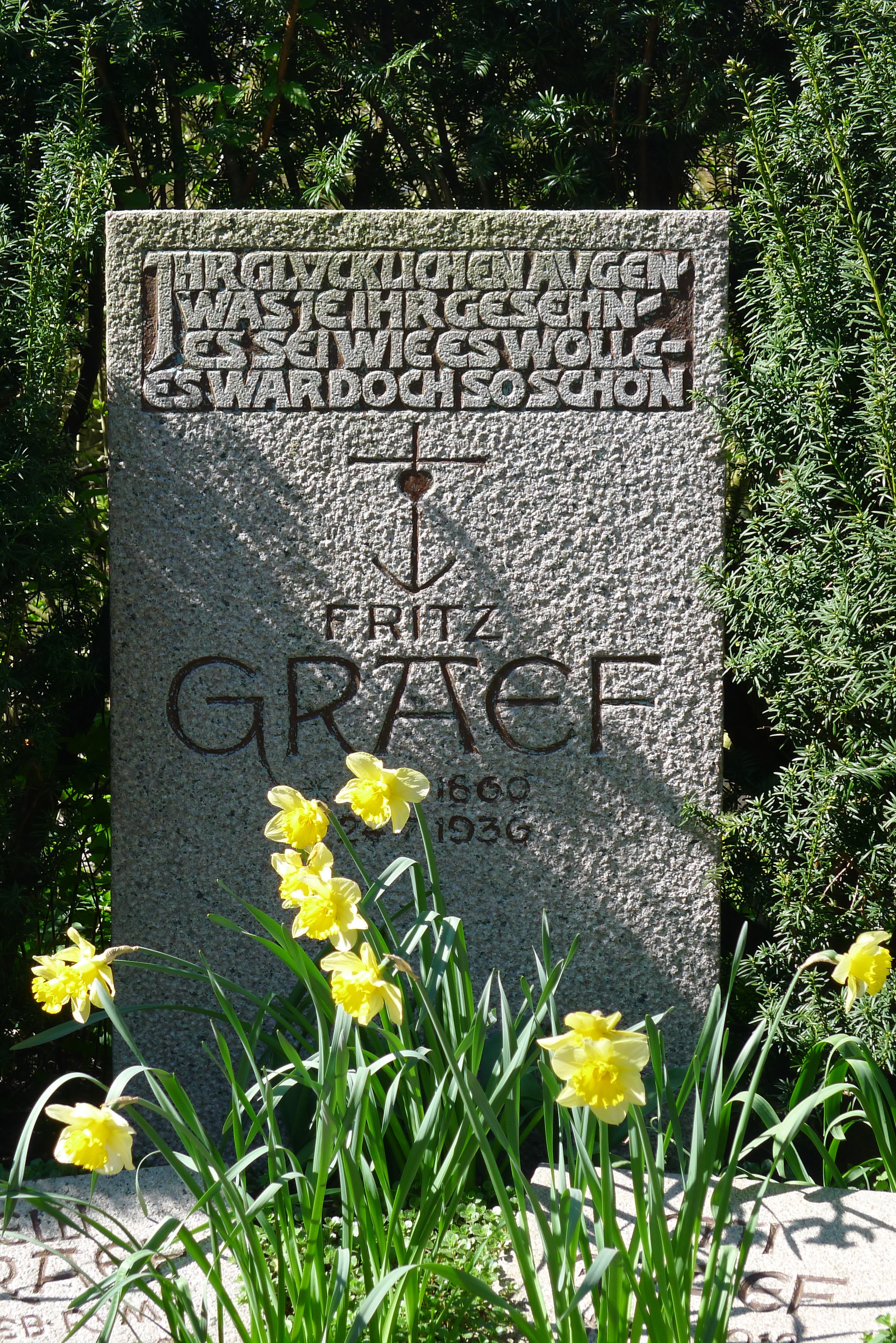
Fritz Graef
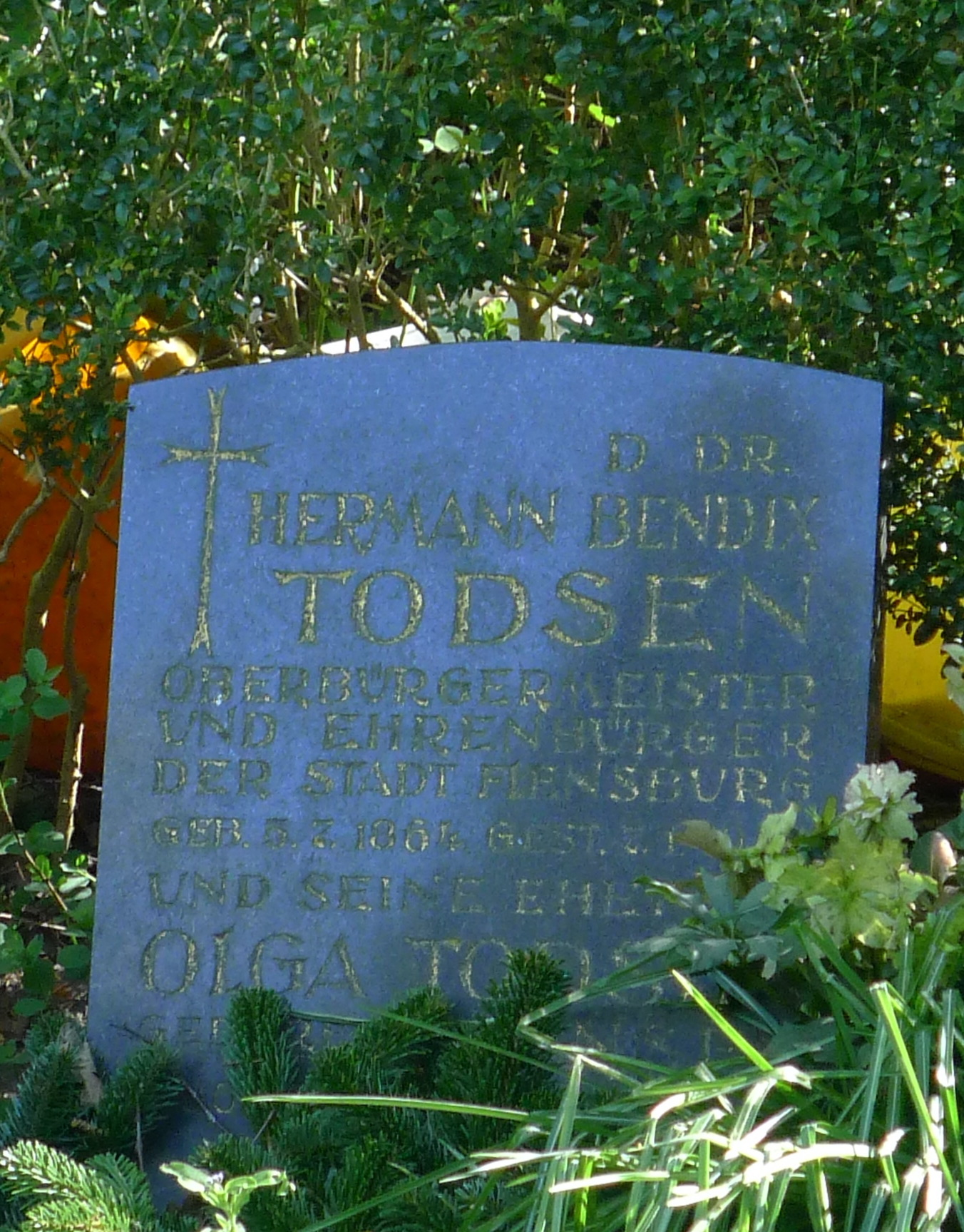
Hermann Bendix Todsen
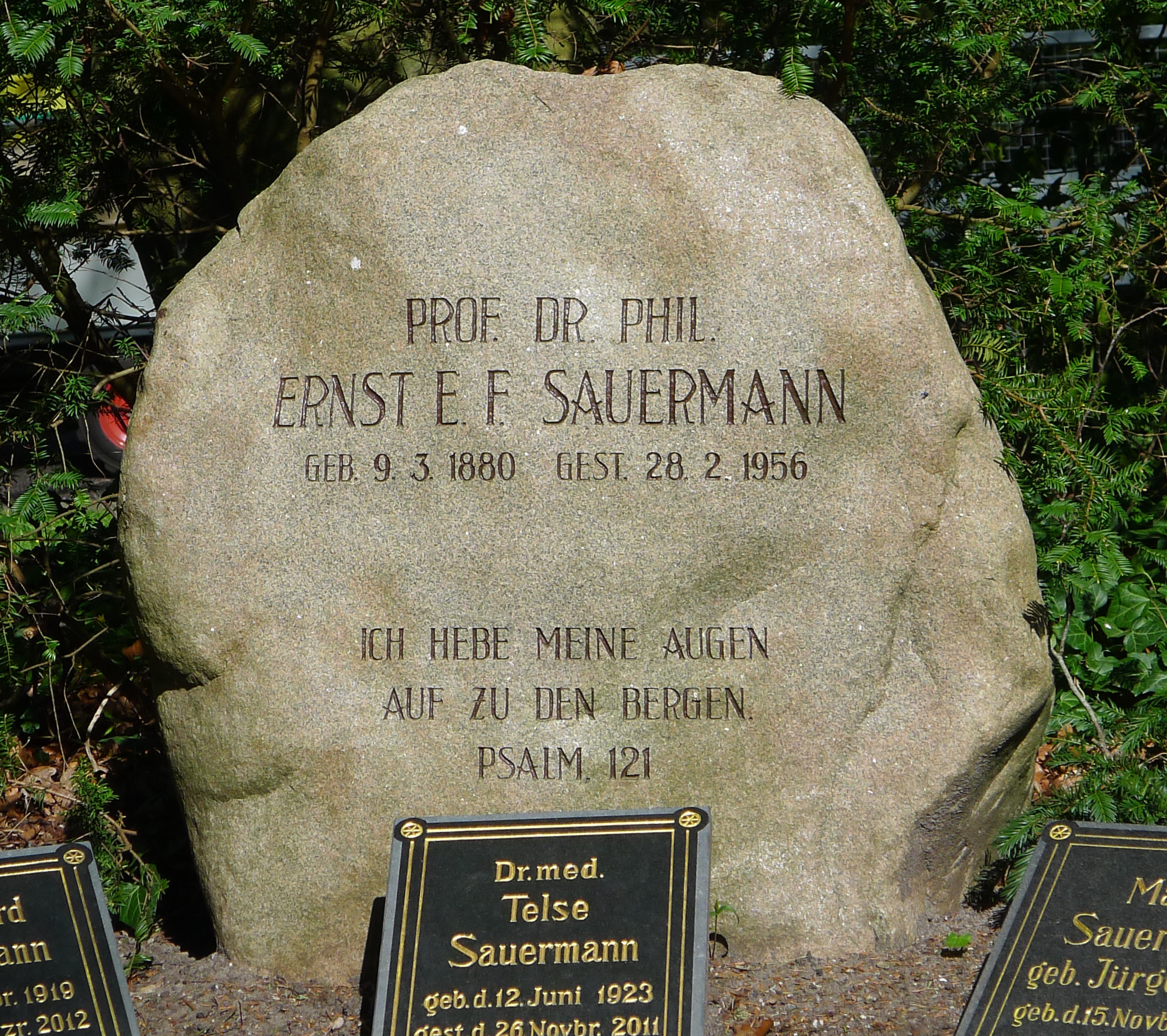
Ernst Sauermann
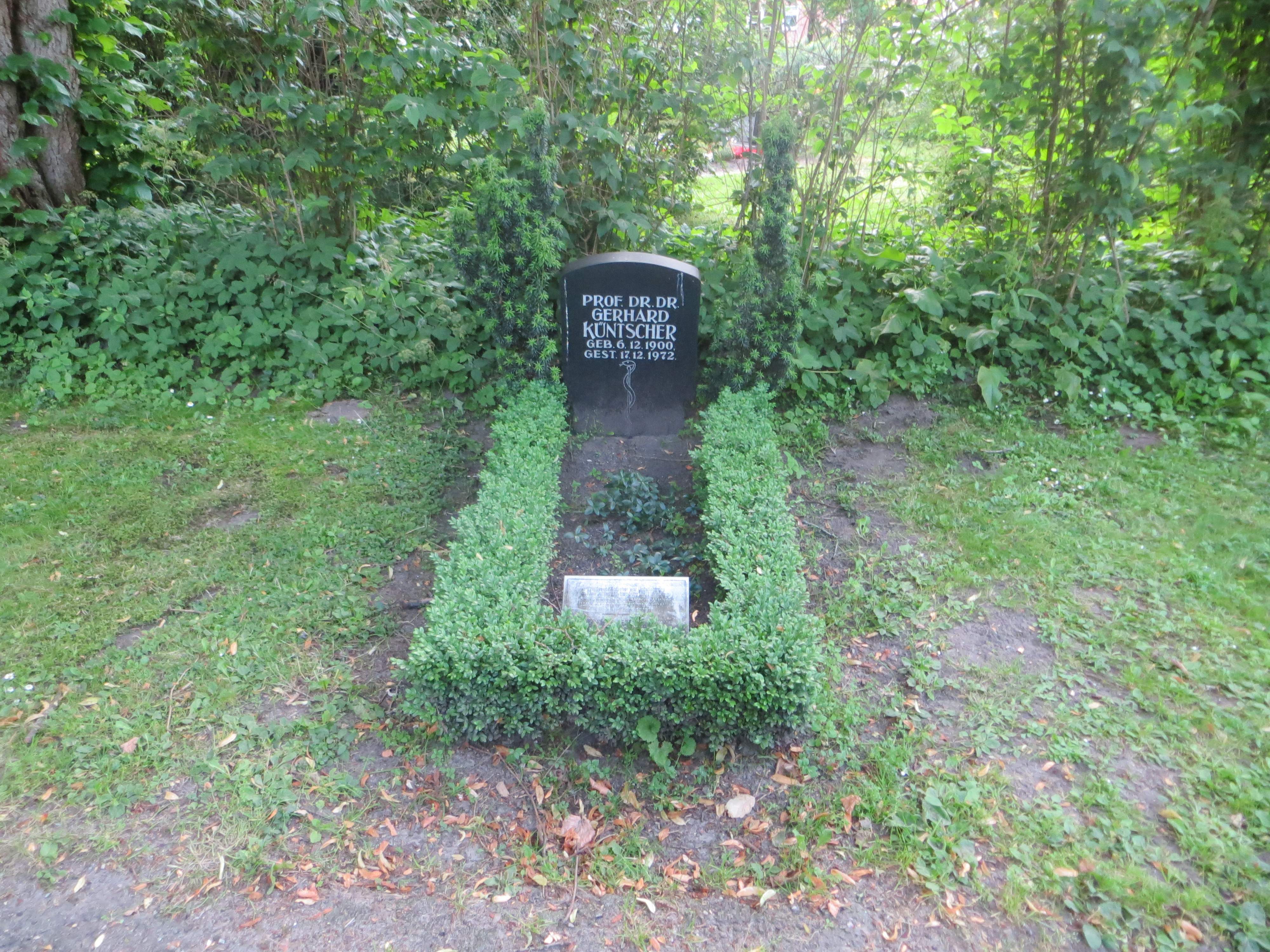
Gerhard Küntscher
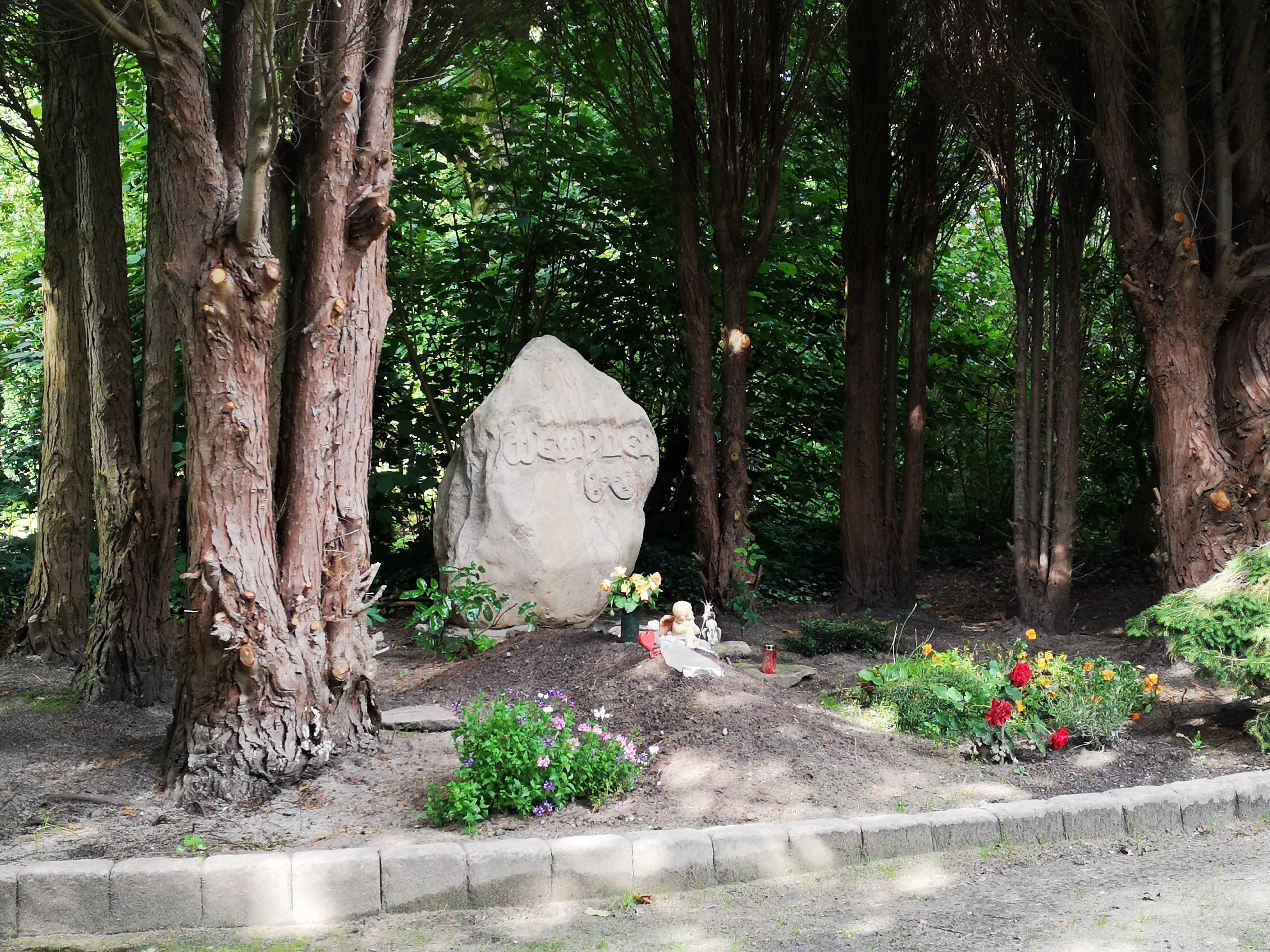
Fritz Wempner
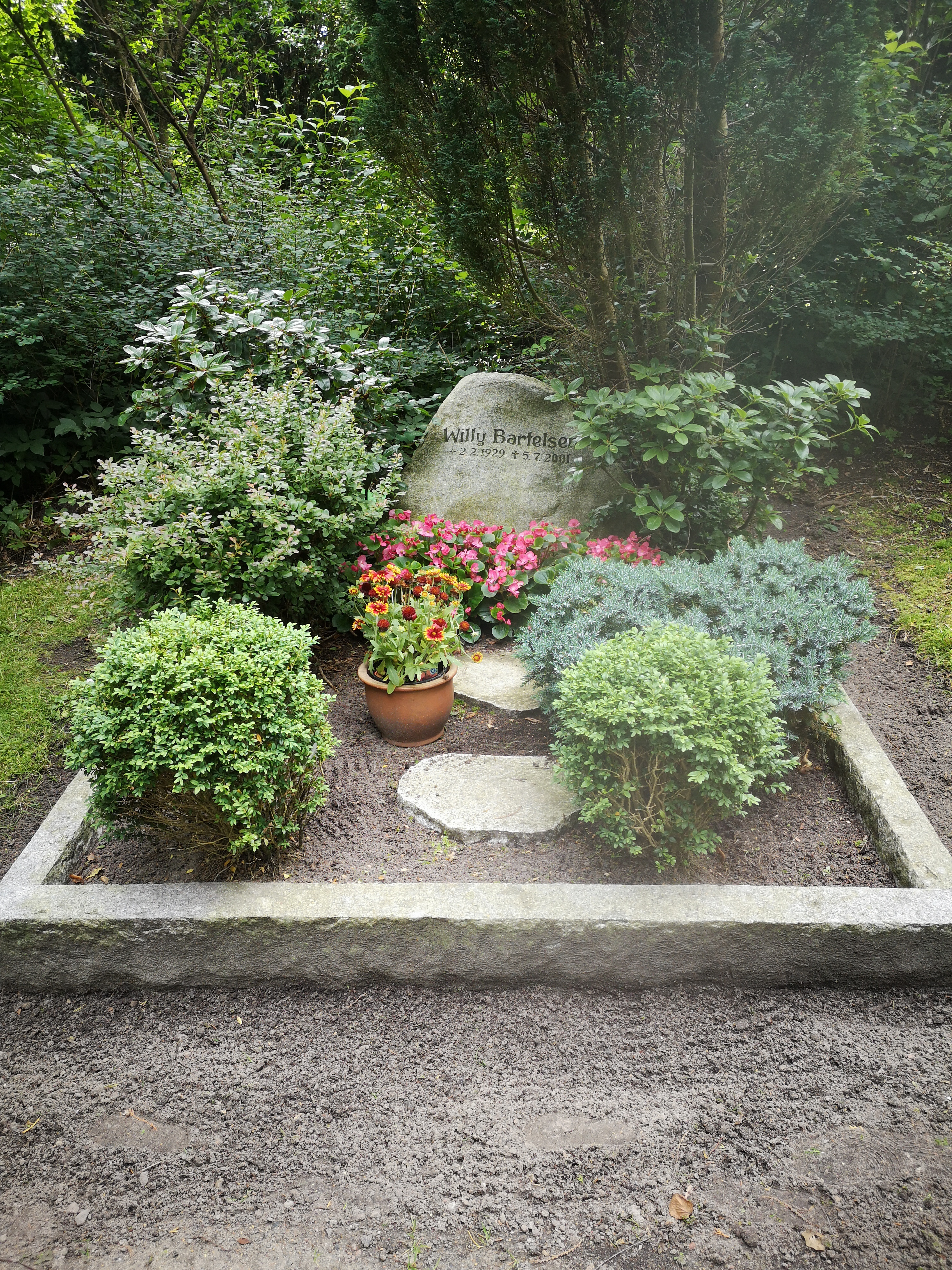
Willi Bartelsen
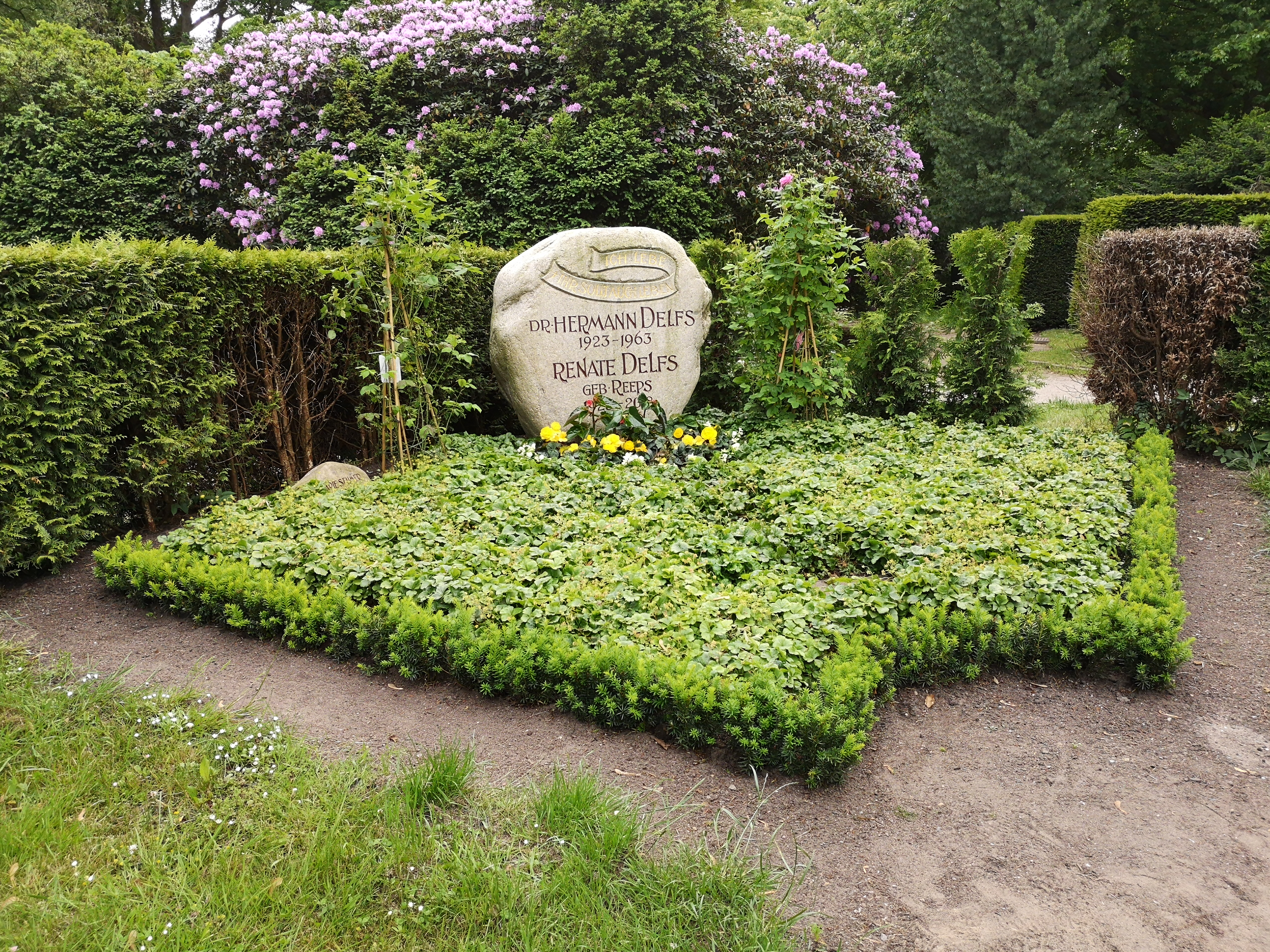
Renate Delfs
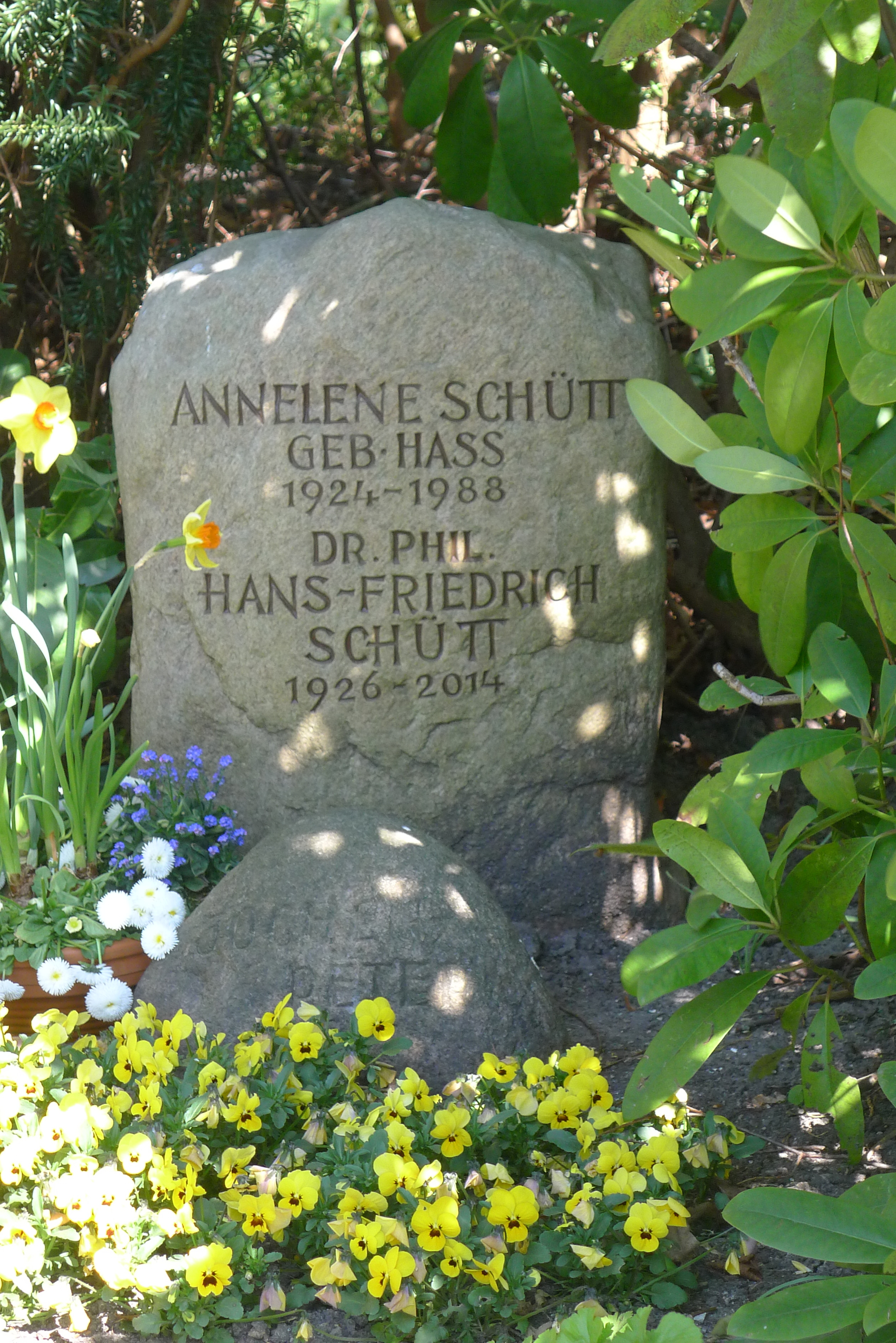
Hans-Friedrich Schütt